# Plerodia singularis
Plerodia singularis är en skalbaggsart som beskrevs av Thomson 1868. Plerodia singularis ingår i släktet Plerodia och familjen långhorningar. Inga underarter finns listade i Catalogue of Life.